# Stazione di Manerbio
La stazione di Manerbio è una stazione ferroviaria posta lungo la linea Brescia–Cremona, a servizio dell'omonima città. È gestita da Rete Ferroviaria Italiana (RFI).

## Storia
La stazione fu attivata il 15 dicembre 1866 contemporaneamente alla tratta Olmeneta–Brescia, che completava la linea Pavia–Cremona–Brescia.

## Strutture ed impianti

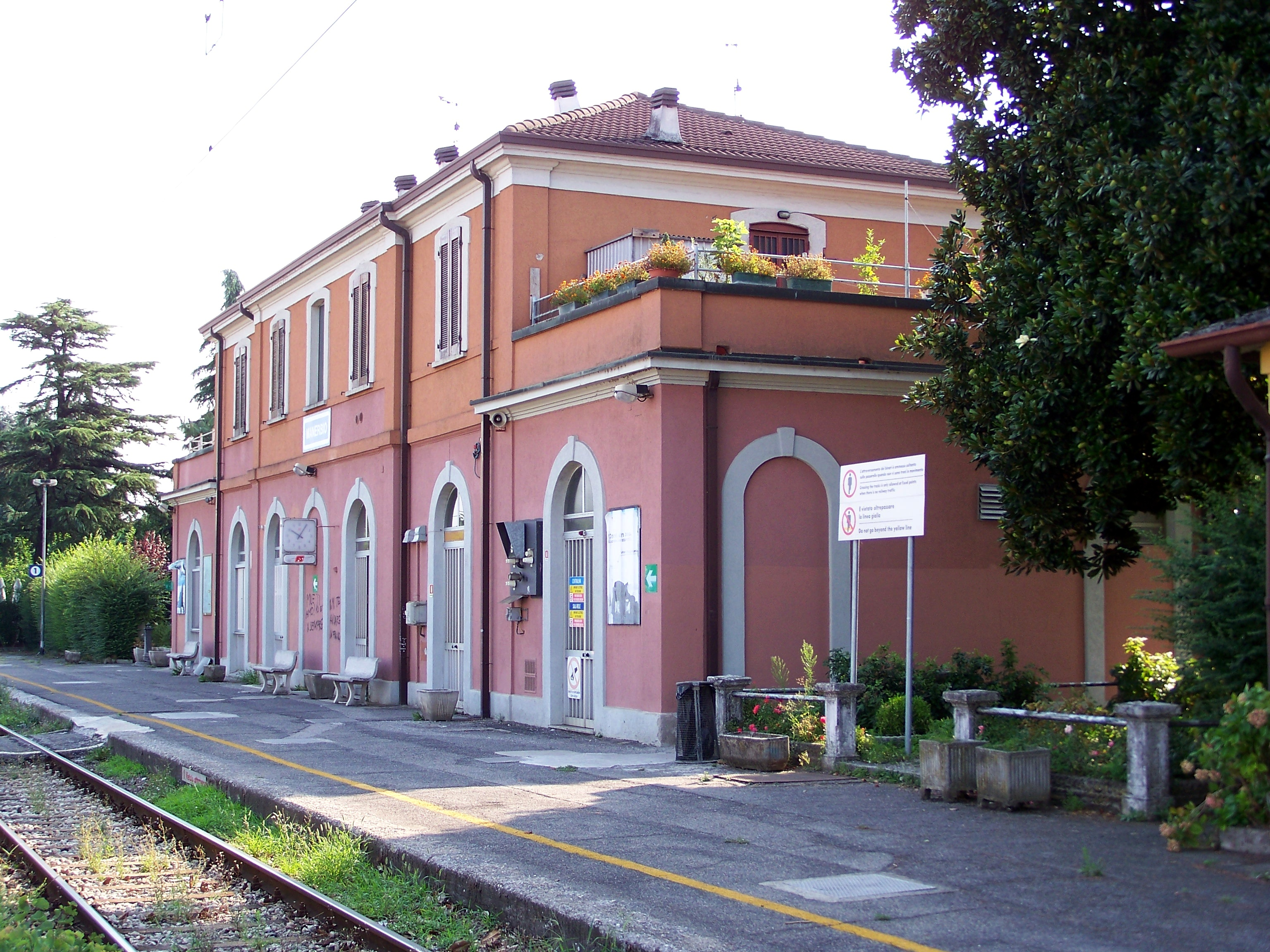
Il piazzale binari

La stazione è fornita di un fabbricato viaggiatori a due livelli, costruito nel classico stile delle Strade Ferrate Meridionali, che costruirono la linea e la esercirono fino al 1868.
Il piazzale è composto da due binari: quello di corsa e quello di raddoppio.

## Movimento
La stazione è servita dai treni regionali Trenord in servizio sulla tratta Brescia–Cremona, cadenzati a frequenza oraria.
Ad essi, si aggiunge una coppia di corse della Freccia della Versilia, che collega quotidianamente Bergamo a Pisa Centrale.